# Kubang Pasu
Kubang Pasu is een district in de Maleisische deelstaat Kedah.
Het district telt 221.000 inwoners op een oppervlakte van 950 km².